# Pompaelo
Pompaelo —«o más probablemente Pompelo, según las últimas aportaciones de los historiadores»— fue una antigua ciudad de la Tarraconense fundada por Pompeyo. Corresponde a la actual ciudad española de Pamplona.

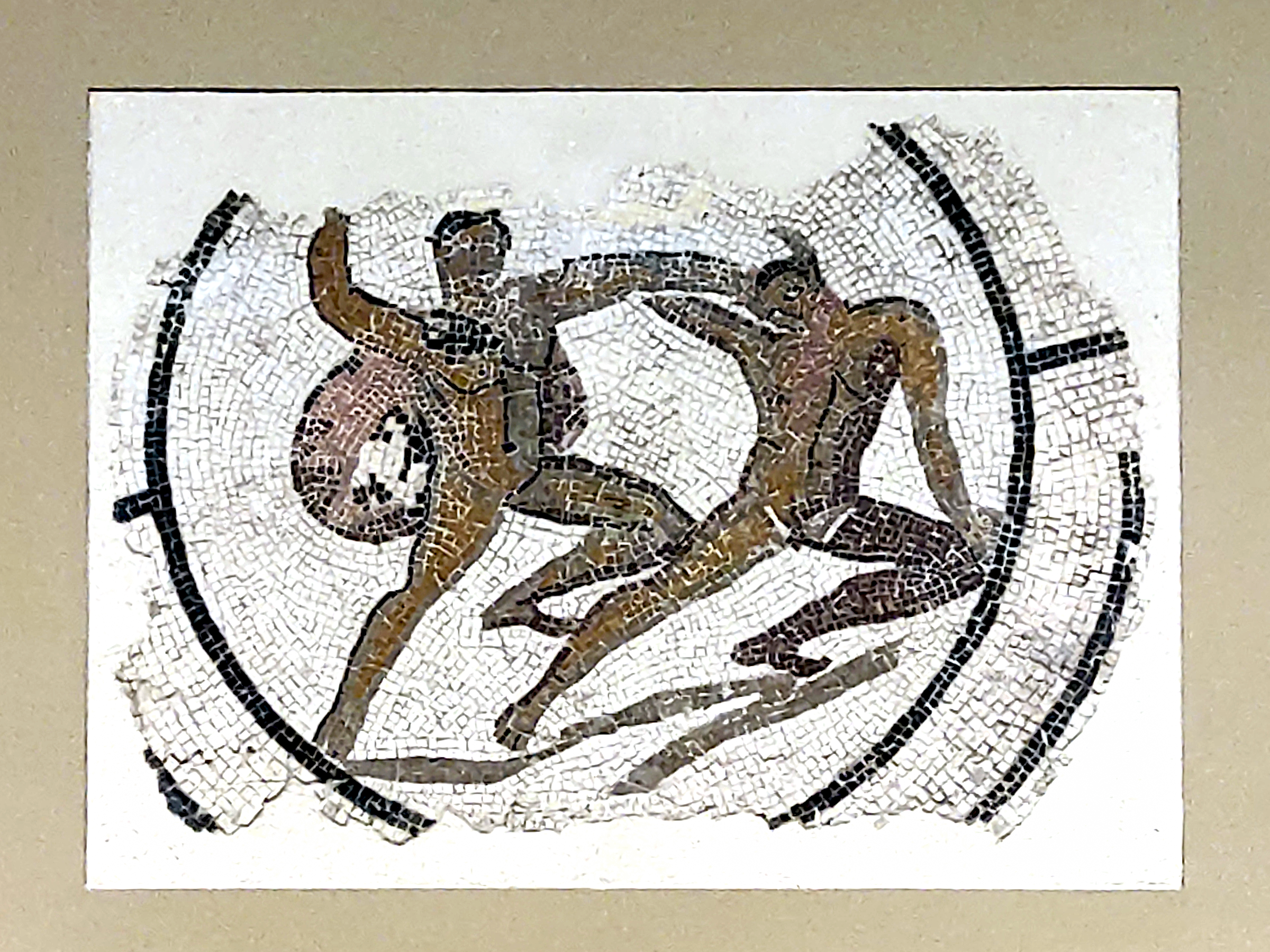
Mosaico de Teseo y el Minotauro (Museo de Navarra)

## Nombre y situación
Algunos autores, basándose en fuentes literarias y epigráficas, sostienen que la ciudad debió llamarse Pompelo. Para Estrabón, su nombre es sinónimo de «Pompeyópolis».
Pompaelo fue una importante ciudad, situada en la vía de comunicación que había entre Astúrica Augusta y Burdigala atravesando el Puerto de Ibañeta.  Estaba asentada sobre un amplio altozano, en medio de una feraz cuenca, bordeado por el río Arga. Su posición estratégica, dominando los pasos del Pirineo occidental, explicaría un origen basado en motivos económicos y militares.

## Historia
Pompeyo fundó la ciudad entre los años 76 y 74 a. C., quizá para formalizar su triunfo sobre Sertorio y aumentar su clientela en la región, redenominando una antigua población vascona preexistente.
La arqueología parece confirmar este último punto, ya que se encuentran restos prerromanos e itálicos.
 

Su importancia no dejó de disminuir desde que los romanos organizaron la provincia de Aquitania  y su desarrollo municipal pudo estar detenido debido a sus orígenes pompeyanos.Fue ocupada por los visigodos en 472.

Mosaicos de Pompelo representando una ciudad amurallada
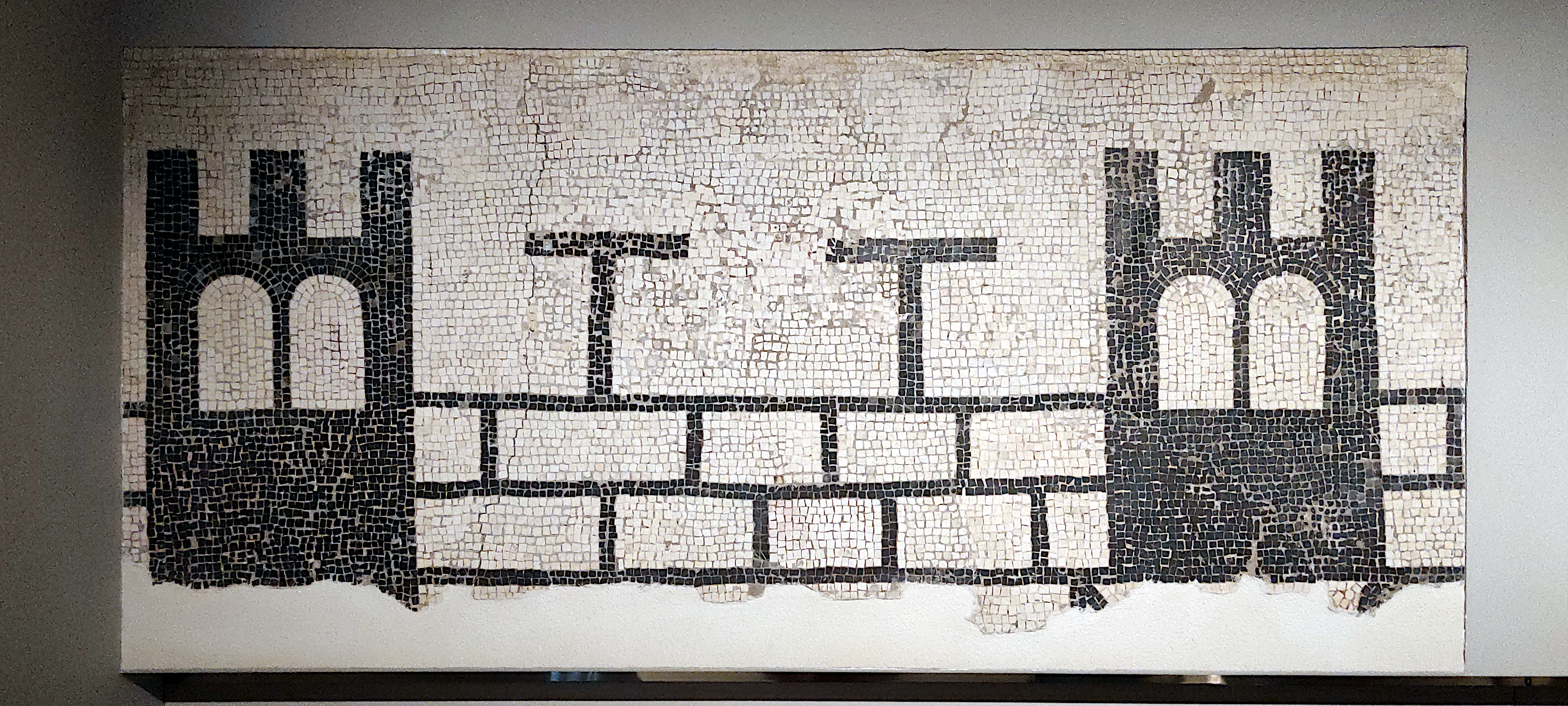
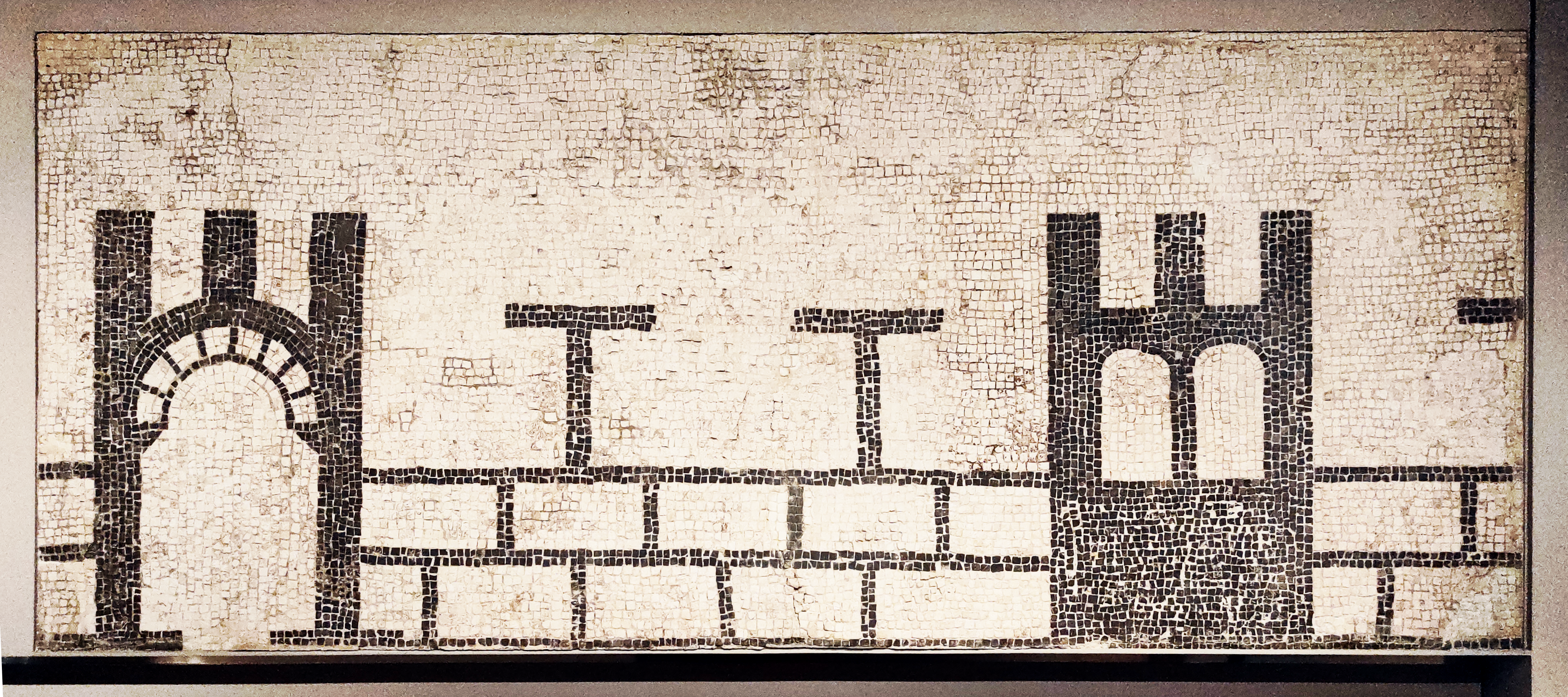

## Gobierno
Tuvo el estatuto de civitas stipendaria en la jurisdicción de Caesaraugusta, que quizá todavía mantenía en el siglo II, aunque pudo obtener el de municipium en tiempos de Vespasiano. La mayoría de la población pudo ser de origen indígena.
Al menos desde el siglo II estuvo encabezada por un colegio de duoviros, según consta en un rescriptio del iudiricus de la Tarraconense Tiberio Claudio Cuartino.

## El senador Firmus y Firminus
La figura de San Fermín se desdibuja en el espacio tiempo, pero es en esta conyuntura, en la Pompelo del siglo III d. C., donde la tradición sitúa al senador Firmo y, con ello, la llegada de San Honesto y San Saturnino de Tolosa que supuso el bautizo del hijo del senador, Firminus, más conocido como San Fermín, obispo de Pamplona y de Amiens.

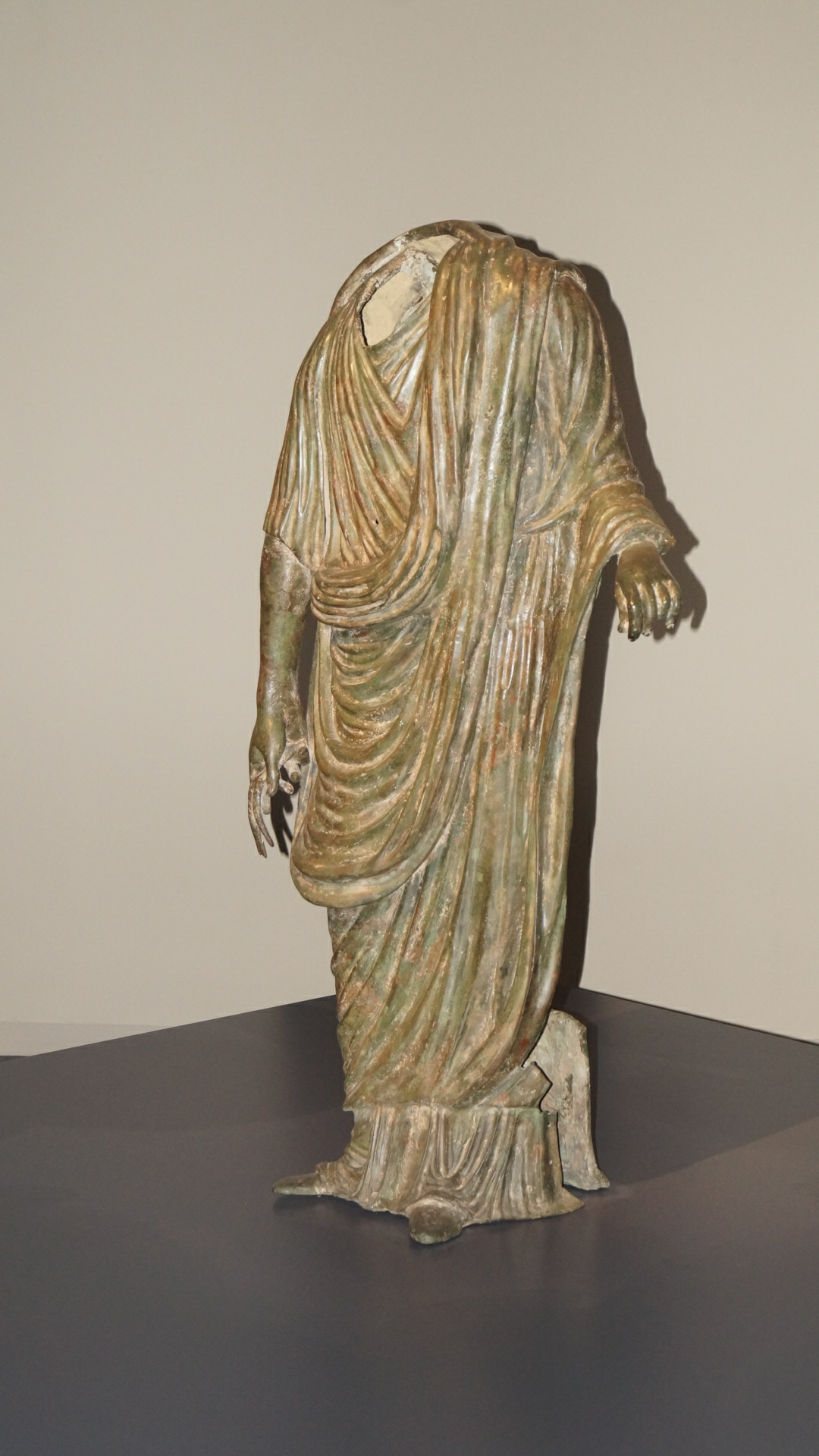
Togado de Pompelo hallado en la Navarrería. (Museo de Navarra)

## Excavaciones
Como informaba en 1978 la arqueóloga y entonces directora del Museo de Navarra, «dentro del perímetro de la antigua Pompaelo se han realizado varias campañas de excavación, desde 1956 hasta la última de 1972.» Pero, tanto anteriormente como después, se han practicado otras intervenciones y realizado hallazgos de vestigios de la ciudad romana.
Entonces, como ahora, las intervenciones practicadas han estado condicionadas por la nueva ciudad levantada sobre aquel primitivo sustrato. Por ello se han realizado prospecciones de urgencia motivadas por obras civiles y urbanas en la zona.

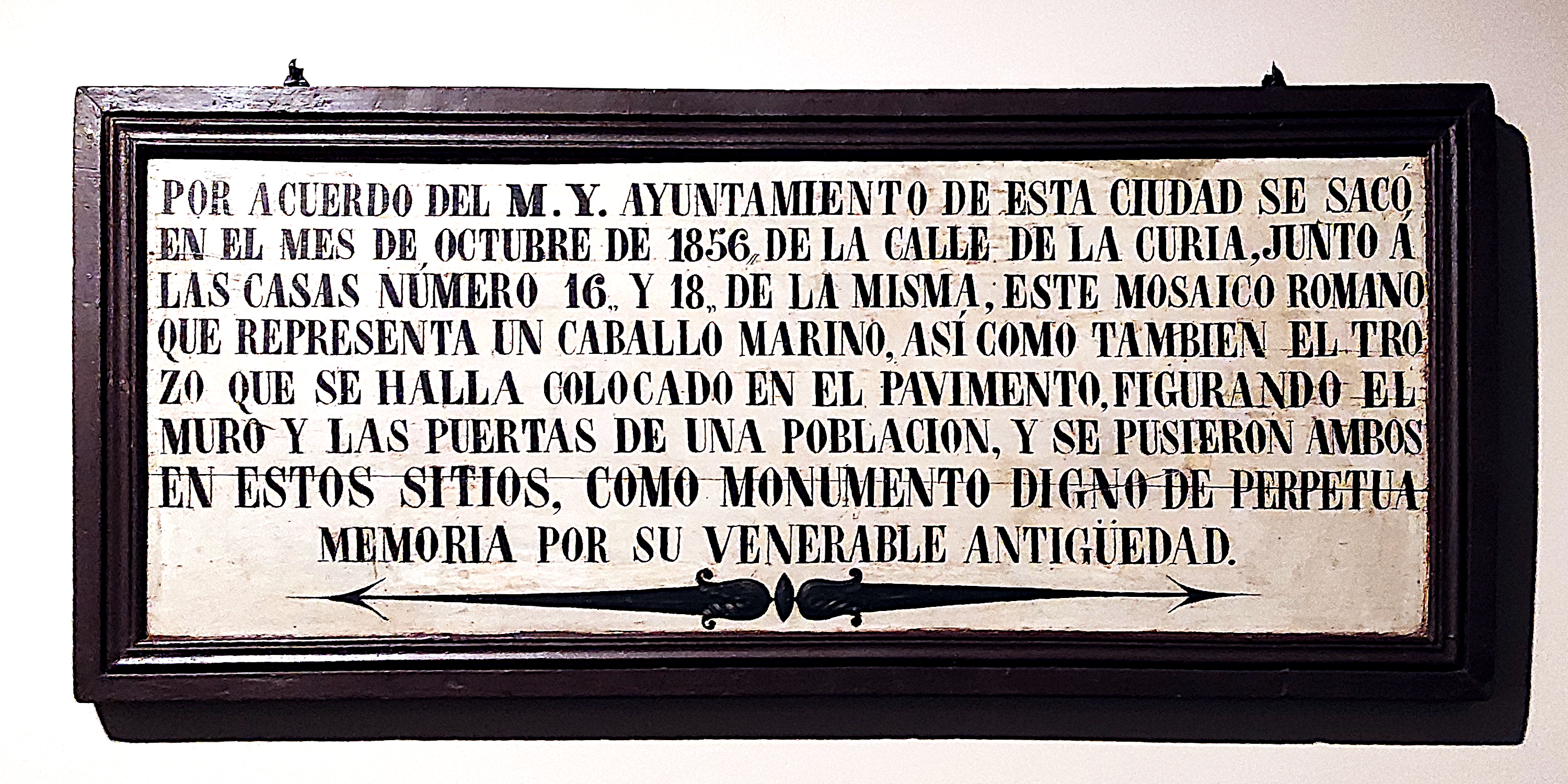
Placa conmemorativa municipal colocada tras hallar los primeros vestigios de Pompelo (Museo de Navarra)

### Finales delsigloXIXy principios delXX: Comisión de Monumentos
En 1895 Juan Iturralde y Suit, en el Boletín de la Comisión de Monumentos Históricos y Artísticos de Navarra, daba cuenta de la noticia del hallazgo de restos arqueológicos durante los trabajos de edificación de una casa en la Calle de la Navarrería de Pamplona. La Comisión de Monumentos Históricos y Artísticos de Navarra, como informaba Iturralde y Suit, «estaba persuadida de que allí se encontrarían vestigios importantes de construcciones romanas» recomendando a los obreros que «procediesen en el movimiento de tierras con gran cuidado.» La razón para tal prevención estaba motivada porque, poco tiempo antes, «se habían hallado pavimentos de mosaico enterrados a profundidad de dos o tres metros» en trabajos realizados en la «Calle de la Curia» que fueron recogidos y preservados «en la antigua Cámara de Comptos, ocupada», por entonces, «por esta Comisión de Monumentos.» Como describía el autor, testimonio cercano y coetáneo:

«Efectivamente; al abrir las zanjas para los cimientos de la casa que en esos mismos solares va á construir el Maestro de Obras de esta ciudad D. José Aramburu, han aparecido, ú profundidad de uno ú tres metros, pequeños trozos de vasijas de tierra roja, de diferentes clases y dibujos, algunas monedas de cobre y varios gruesos muros de mampostería, habiéndose encontrado pocos días hace, en una escavación paralela é inmediata ú la acera de dicha calle, una enorme basa de piedra arenisca, trozos de fuste de gran diámetro, una estatua de bronce de tamaño natural, sin cabeza, muy deteriorada y rota en su mayor parte, sobre la cual se había desplomado una gruesa losa, y por último, una cabeza de bronce que por su tamaño se ve no pertenecía ú aquella estatua sino ú otra de más reducidas dimensiones, y, al parecer, de superior mérito artístico.»
Juan Iturralde y Suit, 1895.

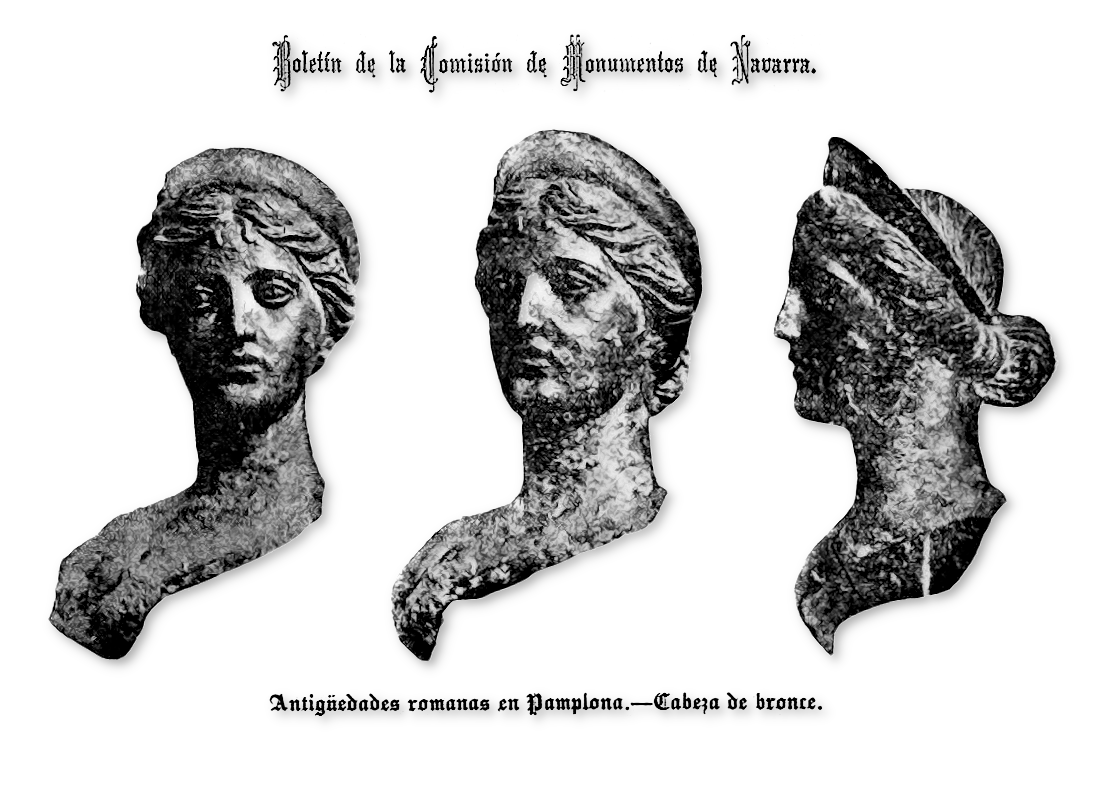
"Vestigios de la dominación romana en Pamplona" según reza en la fotografía conservada en el Archivo Municipal de Pamplona.

En 1906, según la normativa legal vigente de la época, el propietario (la persona que lo había descubierto) reclama la pieza que había dejado en depósito a la Comisión y el rastro de la pieza se pierde. Se tiene noticia de que en 1970 estaba en Versalles y en 1985 en Nueva York, en la colección particular de John Werner Kluge. Entre abril de 1996 y abril de 1997 estuvo expuesta durante la muestra llamada "The Fire of Hephaistos: Large Classical Bronzes from North American Collections" organizado por la Harvard University Art Museums En 2010 aparece dentro del catálogo de diciembre de la casa de subastas Christie's, en Nueva York indicando su procedencia del "sur de Francia" aunque finalmente no fue adquirida por nadie. Dos años más tarde, en 2012, se presentó en la exposición "Dialogues Between Art & Design", organizada por Phillips de Pury & Company, sin intención de venta.
Según informaba Diario de Navarra, «en 2015 un artículo en inglés de los especialistas en escultura romana Luis Romero Novella (Universidad de Navarra) y Rubén Montoya González (Universidad de Leicester, Reino Unido), titulado A rediscovered Togatus from Pompelo». Esta publicación realizada en los Cuadernos de Arqueología de la Universidad de Navarra fue conocida por el actual propietario de la obra, «quien contactó a través de una persona intermediaria con Luis Romero, con el fin de recabar más información sobre el Togado de Pompelo.» Tras ser comunicado al Servicio de Museos del Gobierno de Navarra, se gestionó la estancia de la estatua en Pamplona «mediante un préstamo de larga duración», por un periodo de dos años, produciéndose su llegada a Pamplona el 13 de mayo de 2022. En mayo de 2023, el Gobierno de Navarra anunció que había llegado a un acuerdo previo con el propietario para comprar la estatua por 620.000 dólares.

### Segunda mitad delsigloXX: María Ángeles Mezquíriz
Sus intervenciones se centraron en la zona de la Catedral de Pamplona y se realizaron desde 1956.

### Finales delsigloXXy principios delXXI
El Gabinete Trama, dirigido por Mercedes Unzu Urmeneta, realiza nuevas intervenciones urbanas en otros puntos del Casco Antiguo de Pamplona (como en el Palacio del Condestable, Plaza de San Francisco y la Plaza del Castillo).